# Greenville (Ohio)
Pour les articles homonymes, voir Greenville.
Greenville est une ville de l'État de l'Ohio, aux États-Unis.
Elle est le siège du comté de Darke.

## Géographie
Selon les données du Bureau du recensement des États-Unis de 2010, Greenville a une superficie de 17,25 km2 (soit 6,66 mi2) presque entièrement composée de surfaces terrestres avec seulement 0,16 km2 d'eau.

## Démographie
Greenville était peuplée, lors du recensement de 2020, de 12 786 habitants.